# Siemensstadt (Berlino)

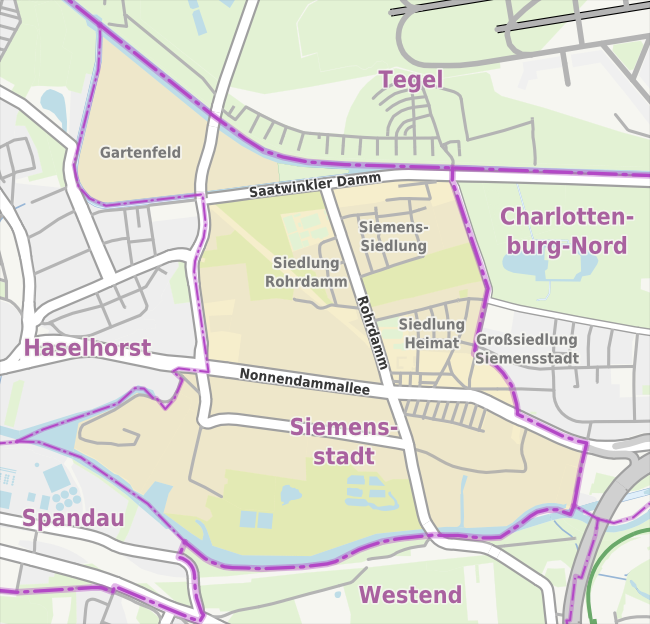
Mappa del quartiere

La Siemensstadt (letteralmente: «città della Siemens») è un quartiere (Ortsteil) di Berlino, appartenente al distretto (Bezirk) di Spandau.